# Опел дипломат
Опел дипломат је аутомобил високе класе немачког произвођача аутомобила Опела, који се производио у две генерације до 1977. године, када га је наследио Опел сенатор.

## Историјат
Произведене су две серије овог аутомобила:
- Дипломат А производила се од 1964. до 1968. године.
- Дипломат Б се у производњи задржала од 1969. до 1977. године.

### Опел дипломат Б (1969–1977)
Опел дипломат се појавио у марту 1969. године као наследник претходног модела за разлику од којег је био незнатно мањи и имао софистициранију шасију. Нова каросерија је била у карактеристичном стилу Џенерал моторса. Лимузина дипломат Б, са V-8 мотором је требало да буде конкурент Мерцедесовим моделима 350 и 450 SE .
| Бензински мотор | Бензински мотор | Бензински мотор | Бензински мотор | Бензински мотор   | Бензински мотор | Бензински мотор |
| Тип             | Радна запремина | Снага           | Обртни момент   | Максимална брзина | Убрзање 0-100   |                 |
| --------------- | --------------- | --------------- | --------------- | ----------------- | --------------- | --------------- |
| [ 1 ]           | 5354 cm³        | 169 @ 4700      | 427 @ 3000      | 205 km/h              | 8.5 s           |                 |